# Каданс
Када́нс  (каде́нція; від італ. cadenza) — заключний гармонічний чи мелодичний зворот, який завершує музичну будову (твір або його окрему частину чи побудову), встановлюючи певну тональність.
За своїм розташуванням в періоді поділяються на: 
- серединні (кінець першого речення)
- заключні (кінець другого речення, загальний висновок періоду)

За гармонікою розрізняють:
- Стійкий каданс — завершується на тоніці.
- Половинний каданс — завершується на домінанті або субдомінанті.
- Перерваний каданс — тонічний тризвук заміщується іншим акордом (напр. VI ступенем).

Залежно від акордового складу розрізняють:
- Автентичний каданс (T—D—T або T—D)

- Плагальний каданс (T—S—T або T—S)

- Повний каданс (T—S—D—T)

Стійкий каданс вважається досконалим, якщо тонічний акорд з'являється в основному вигляді, в мелодичному положенні прими, на сильну долю такту та недосконалим, якщо тоніка з'являється в мелодичному положенні терції або квінти, або не на сильну долю такту.